# Saltcoats (Saskatchewan)
Saltcoats es un pueblo canadiense situado en la provincia de Saskatchewan.

## Superficie
Saltcoats tiene una superficie de 1,35 km².

## Demografía
En 2021, tenía 473 habitantes, una densidad poblacional de 350 hab./km², y 227 viviendas.